# No Mercy (álbum de No Mercy)
No Mercy es el nombre del álbum debut de estudio homónimo grabado por la trío alemán No Mercy. Fue lanzado al mercado por la compañía discográfica Arista el 21 de octubre de 1996. Este álbum fue producido por Frank Farian. Fue el álbum más exitoso del grupo y contiene cuatro de todos sus éxitos del Billboard Hot 100.

## Lista de canciones

### No Mercy
| N.º | Título                                            | Duración |  |
| 1.  | «Where Do You Go»                                 | 4:28     |  |
| 2.  | «Don't Make Me Live Without You»                  | 3:56     |  |
| 3.  | «When I Die»                                      | 4:45     |  |
| 4.  | «Kiss You All Over»                               | 4:28     |  |
| 5.  | «Part of Me»                                      | 3:50     |  |
| 6.  | «Bonita»                                          | 3:48     |  |
| 7.  | «Please Don't Go»                                 | 4:00     |  |
| 8.  | «My Promise to You»                               | 3:55     |  |
| 9.  | «Message of Love»                                 | 2:34     |  |
| 10. | «Do You Want Me»                                  | 4:12     |  |
| 11. | «How Much I Love You»                             | 4:00     |  |
| 12. | «Where Do You Go» (Ocean Drive Mix)               | 7:27     |  |
| 13. | «Don't Make Me Live Without You» (Mainstream Mix) | 3:55     |  |
| 14. | «Cuando yo muera»                                 | 4:25     |  |

### My Promise
| N.º | Título                             | Duración |  |
| 1.  | «Where Do You Go»                  | 4:32     |  |
| 2.  | «Kiss You All Over»                | 4:35     |  |
| 3.  | «Don't Make Me Live Without You»   | 4:02     |  |
| 4.  | «When I Die»                       | 4:30     |  |
| 5.  | «Please Don't Go»                  | 4:01     |  |
| 6.  | «Bonita»                           | 3:47     |  |
| 7.  | «My Promise to You»                | 4:00     |  |
| 8.  | «D' Yer Mak R»                     | 3:53     |  |
| 9.  | «Missing»                          | 3:59     |  |
| 10. | «This Masquerade»                  | 3:16     |  |
| 11. | «In and Out»                       | 3:24     |  |
| 12. | «Who Do You Love»                  | 3:21     |  |
| 13. | «How Much I Love You»              | 4:02     |  |
| 14. | «Part of Me»                       | 3:54     |  |
| 15. | «Where Do You Go» (Trip House Mix) | 4:28     |  |

- Datos: Q2407424